# Championnat de la ligue de snooker 2020
Le championnat de la ligue 2020, est un championnat de snooker professionnel non classé et organisé en sept groupes de sept joueurs chacun. Chaque joueur qui remporte son groupe est qualifié pour le groupe des vainqueurs. La ligue regroupe 27 joueurs (25 à l'origine et 2 substituts à la suite de désistements) qui obtiennent leur place par invitation. Le tournoi est sponsorisé par la société britannique BetVictor.

## Déroulement

### Contexte avant le tournoi
Le tenant du titre de la compétition est Martin Gould qui avait battu Jack Lisowski en finale 3 à 1. Il n'a pas participé cette année en raison de la chute de son classement, ne lui permettant plus d'être invité.

### Faits marquants
Cette année, c'est Scott Donaldson qui remporte le tournoi lors d'une finale 100% écossaise face à Graeme Dott 3 manches à 1. Il s'agit de son tout premier succès en tant que joueur de snooker professionnel. Judd Trump réalise le meilleur break du tournoi avec un 145 lors du groupe 6.

## Dotation
Pour le groupe des vainqueurs :
- Vainqueur : 10 000 £
- Finaliste : 5 000 £
- Demi-finaliste : 3 000 £
- Manches gagnées (pendant la phase en groupe) : 200 £
- Manches gagnées (pendant les play-offs) : 300 £
- Meilleur break : 1 000 £

Pour les groupes de 1 à 7 :
- Vainqueur : 3 000 £
- Finaliste : 2 000 £
- Demi-finale : 1 000 £
- Manches gagnées (pendant la phase en groupe) : 100 £
- Manches gagnées (pendant les play-offs) : 300 £
- Meilleur break : 500 £

Dotation totale : 180 800 £ (dépend du nombre de manches disputées)

## Groupe 1
Ces rencontres se sont déroulées du 7 au 8 octobre 2019. Neil Robertson est qualifié pour le groupe des vainqueurs. Le meilleur break est réalisé par Mark Selby avec un break de 131 points.

### Matchs
| - Luca Brecel 0–3 Mark Selby - Barry Hawkins 3–1 Neil Robertson - Jack Lisowski 1–3 Luca Brecel - Jimmy Robertson 1–3 Ryan Day - Mark Selby 1–3 Barry Hawkins - Neil Robertson 0–3 Jimmy Robertson - Luca Brecel 2–3 Barry Hawkins | - Ryan Day 2–3 Jack Lisowski - Mark Selby 2–3 Neil Robertson - Jimmy Robertson 3–2 Jack Lisowski - Ryan Day 1–3 Neil Robertson - Barry Hawkins 3–2 Jack Lisowski - Luca Brecel 1–3 Ryan Day - Mark Selby 3–1 Jimmy Robertson | - Barry Hawkins 3–2 Ryan Day - Neil Robertson 3–1 Jack Lisowski - Luca Brecel 3–2 Jimmy Robertson - Mark Selby 0–3 Jack Lisowski - Barry Hawkins 3–0 Jimmy Robertson - Mark Selby 3–2 Ryan Day - Luca Brecel 1–3 Neil Robertson |

### Tableau
| Pos. | Joueur          | J | G | P | Mp | Mc | D   |                                              |
| ---- | --------------- | - | - | - | -- | -- | --- | -------------------------------------------- |
| 1    | Barry Hawkins   | 6 | 6 | 0 | 18 | 8  | +10 | Qualification pour les play-offs du groupe 1 |
| 2    | Neil Robertson  | 6 | 4 | 2 | 13 | 11 | +2  | Qualification pour les play-offs du groupe 1 |
| 3    | Mark Selby      | 6 | 3 | 3 | 12 | 12 | 0   | Qualification pour les play-offs du groupe 1 |
| 4    | Ryan Day        | 6 | 2 | 4 | 13 | 14 | -1  | Qualification pour les play-offs du groupe 1 |
| 5    | Jack Lisowski   | 6 | 2 | 4 | 12 | 14 | -2  | Qualification pour le groupe 2               |
| 6    | Jimmy Robertson | 6 | 2 | 4 | 10 | 14 | -4  | Élimination de la compétition                |
| 7    | Luca Brecel     | 6 | 2 | 4 | 10 | 15 | -5  | Élimination de la compétition                |

### Play-offs
|  | Demi-finales au meilleur des 5 manches | Demi-finales au meilleur des 5 manches |   |  | Finale au meilleur des 5 manches | Finale au meilleur des 5 manches |  |
|  |                                        |                                        |   |  |                                  |                                  |  |
|  | Barry Hawkins                          | 0                                      |   |  |                                  |                                  |  |
|  | Ryan Day                               | 3                                      |   |  |                                  |                                  |  |
|  |                                        |                                        |   |  | Ryan Day                         | 2                                |  |
|  |                                        | Neil Robertson                         | 3 |  |                                  |                                  |  |
|  | Neil Robertson                         | 3                                      |   |  |                                  |                                  |  |
|  | Mark Selby                             | 2                                      |   |  |                                  |                                  |  |

## Groupe 2
Ces rencontres se sont déroulées du 9 au 10 octobre 2019. Stuart Bingham est qualifié pour le groupe des vainqueurs. Le meilleur break est une nouvelle fois réalisé par Mark Selby avec un break de 134 points.

### Matchs
| - Kyren Wilson 3–0 Stuart Bingham - Gary Wilson 3–0 Jack Lisowski - Barry Hawkins 2–3 Kyren Wilson - Mark Selby 3–0 Ryan Day - Stuart Bingham 3–1 Gary Wilson - Jack Lisowski 0–3 Mark Selby - Kyren Wilson 2–3 Gary Wilson | - Ryan Day 3–0 Barry Hawkins - Stuart Bingham 3–2 Jack Lisowski - Mark Selby 2–3 Barry Hawkins - Ryan Day 2–3 Jack Lisowski - Gary Wilson 3–1 Barry Hawkins - Kyren Wilson 3–0 Ryan Day - Stuart Bingham 3–2 Mark Selby | - Gary Wilson 3–0 Ryan Day - Jack Lisowski 1–3 Barry Hawkins - Kyren Wilson 3–2 Mark Selby - Stuart Bingham 1–3 Barry Hawkins - Gary Wilson 0–3 Mark Selby - Stuart Bingham 3–2 Ryan Day - Kyren Wilson 3–0 Jack Lisowski |

### Tableau
| Pos. | Joueur         | J | G | P | Mp | Mc | D   |                                              |
| ---- | -------------- | - | - | - | -- | -- | --- | -------------------------------------------- |
| 1    | Kyren Wilson   | 6 | 5 | 1 | 17 | 7  | +10 | Qualification pour les play-offs du groupe 2 |
| 2    | Gary Wilson    | 6 | 4 | 2 | 13 | 9  | +4  | Qualification pour les play-offs du groupe 2 |
| 3    | Stuart Bingham | 6 | 4 | 2 | 13 | 13 | 0   | Qualification pour les play-offs du groupe 2 |
| 4    | Mark Selby     | 6 | 3 | 3 | 15 | 9  | +6  | Qualification pour les play-offs du groupe 2 |
| 5    | Barry Hawkins  | 6 | 3 | 3 | 12 | 12 | -1  | Qualification pour le groupe 3               |
| 6    | Ryan Day       | 6 | 1 | 5 | 7  | 15 | -8  | Élimination de la compétition                |
| 7    | Jack Lisowski  | 6 | 1 | 5 | 6  | 17 | -11 | Élimination de la compétition                |

### Play-Offs
|  | Demi-finales au meilleur des 5 manches | Demi-finales au meilleur des 5 manches |   |  | Finale au meilleur des 5 manches | Finale au meilleur des 5 manches |  |
|  |                                        |                                        |   |  |                                  |                                  |  |
|  | Kyren Wilson                           | 1                                      |   |  |                                  |                                  |  |
|  | Mark Selby                             | 3                                      |   |  |                                  |                                  |  |
|  |                                        |                                        |   |  | Mark Selby                       | 1                                |  |
|  |                                        | Stuart Bingham                         | 3 |  |                                  |                                  |  |
|  | Gary Wilson                            | 0                                      |   |  |                                  |                                  |  |
|  | Stuart Bingham                         | 3                                      |   |  |                                  |                                  |  |

## Groupe 3
Ces rencontres se sont déroulées du 21 au 22 octobre 2019. Gary Wilson est qualifié pour le groupe des vainqueurs. Le meilleur break est partagé par Wilson et Xiao Guodong avec des breaks de 134 points. Mark Selby et Barry Hawkins se sont retirés du tournoi alors qu'ils étaient qualifiés pour participer au groupe 3.

### Matchs
| - Xiao Guodong 0–3 Tom Ford - Ben Woollaston 0–3 Graeme Dott - Kyren Wilson 2–3 Xiao Guodong - Gary Wilson 3–2 Matthew Selt - Tom Ford 3–1 Ben Woollaston - Graeme Dott 2–3 Gary Wilson - Xiao Guodong 2–3 Ben Woollaston | - Matthew Selt 3–2 Kyren Wilson - Tom Ford 3–0 Graeme Dott - Gary Wilson 1–3 Kyren Wilson - Matthew Selt 0–3 Graeme Dott - Ben Woollaston 3–1 Kyren Wilson - Xiao Guodong 2–3 Matthew Selt - Tom Ford 2–3 Gary Wilson | - Ben Woollaston 1–3 Matthew Selt - Graeme Dott 2–3 Kyren Wilson - Xiao Guodong 1–3 Gary Wilson - Tom Ford 2–3 Kyren Wilson - Ben Woollaston 1–3 Gary Wilson - Tom Ford 3–1 Matthew Selt - Xiao Guodong 3–1 Graeme Dott |

### Tableau
| Pos. | Joueur         | J | G | P | Mp | Mc | D  |                                              |
| ---- | -------------- | - | - | - | -- | -- | -- | -------------------------------------------- |
| 1    | Gary Wilson    | 6 | 5 | 1 | 16 | 11 | +5 | Qualification pour les play-offs du groupe 3 |
| 2    | Tom Ford       | 6 | 4 | 2 | 16 | 8  | +8 | Qualification pour les play-offs du groupe 3 |
| 3    | Kyren Wilson   | 6 | 3 | 3 | 14 | 14 | 0  | Qualification pour les play-offs du groupe 3 |
| 4    | Matthew Selt   | 6 | 3 | 3 | 12 | 14 | -2 | Qualification pour les play-offs du groupe 3 |
| 5    | Graeme Dott    | 6 | 2 | 4 | 11 | 12 | -1 | Qualification pour le groupe 4               |
| 6    | Xiao Guodong   | 6 | 2 | 4 | 11 | 15 | -4 | Élimination de la compétition                |
| 7    | Ben Woollaston | 6 | 2 | 4 | 9  | 15 | -6 | Élimination de la compétition                |

### Play-Offs
|  | Demi-finales au meilleur des 5 manches | Demi-finales au meilleur des 5 manches |   |  | Finale au meilleur des 5 manches | Finale au meilleur des 5 manches |  |
|  |                                        |                                        |   |  |                                  |                                  |  |
|  | Gary Wilson                            | 3                                      |   |  |                                  |                                  |  |
|  | Matthew Selt                           | 1                                      |   |  |                                  |                                  |  |
|  |                                        |                                        |   |  | Gary Wilson                      | 3                                |  |
|  |                                        | Kyren Wilson                           | 0 |  |                                  |                                  |  |
|  | Tom Ford                               | 2                                      |   |  |                                  |                                  |  |
|  | Kyren Wilson                           | 3                                      |   |  |                                  |                                  |  |

## Groupe 4
Ces rencontres se sont déroulées du 23 au 24 octobre 2019. Scott Donaldson est qualifié pour le groupe des vainqueurs. Le meilleur break est réalisé par Kyren Wilson avec un break de 143 points.

### Matchs
| - Joe Perry 1–3 Scott Donaldson - Ali Carter 2–3 Graeme Dott - Matthew Selt 2–3 Joe Perry - Tom Ford 2–3 Kyren Wilson - Scott Donaldson 3–1 Ali Carter - Graeme Dott 3–2 Tom Ford - Joe Perry 1–3 Ali Carter | - Kyren Wilson 3–1 Matthew Selt - Scott Donaldson 3–1 Graeme Dott - Tom Ford 2–3 Matthew Selt - Kyren Wilson 3–2 Graeme Dott - Ali Carter 3–2 Matthew Selt - Joe Perry 2–3 Kyren Wilson - Scott Donaldson 2–3 Tom Ford | - Ali Carter 2–3 Kyren Wilson - Graeme Dott 3–1 Matthew Selt - Joe Perry 3–0 Tom Ford - Scott Donaldson 3–0 Matthew Selt - Ali Carter 1–3 Tom Ford - Scott Donaldson 3–2 Kyren Wilson - Joe Perry 2–3 Graeme Dott |

### Tableau
| Pos. | Joueur          | J | G | P | Mp | Mc | D  |                                              |
| ---- | --------------- | - | - | - | -- | -- | -- | -------------------------------------------- |
| 1    | Scott Donaldson | 6 | 5 | 1 | 17 | 8  | +9 | Qualification pour les play-offs du groupe 4 |
| 2    | Kyren Wilson    | 6 | 5 | 1 | 17 | 12 | +5 | Qualification pour les play-offs du groupe 4 |
| 3    | Graeme Dott     | 6 | 4 | 2 | 15 | 13 | +2 | Qualification pour les play-offs du groupe 4 |
| 4    | Joe Perry       | 6 | 2 | 4 | 12 | 14 | -2 | Qualification pour les play-offs du groupe 4 |
| 5    | Tom Ford        | 6 | 2 | 4 | 12 | 15 | -3 | Qualification pour le groupe 5               |
| 6    | Ali Carter      | 6 | 2 | 4 | 12 | 15 | -3 | Élimination de la compétition                |
| 7    | Matthew Selt    | 6 | 1 | 5 | 9  | 17 | -8 | Élimination de la compétition                |

### Play-Offs
|  | Demi-finales au meilleur des 5 manches | Demi-finales au meilleur des 5 manches |   |  | Finale au meilleur des 5 manches | Finale au meilleur des 5 manches |  |
|  |                                        |                                        |   |  |                                  |                                  |  |
|  | Scott Donaldson                        | 3                                      |   |  |                                  |                                  |  |
|  | Joe Perry                              | 2                                      |   |  |                                  |                                  |  |
|  |                                        |                                        |   |  | Scott Donaldson                  | 3                                |  |
|  |                                        | Graeme Dott                            | 0 |  |                                  |                                  |  |
|  | Kyren Wilson                           | 2                                      |   |  |                                  |                                  |  |
|  | Graeme Dott                            | 3                                      |   |  |                                  |                                  |  |

## Groupe 5
Ces rencontres se sont déroulées du 6 au 7 janvier 2020. Anthony McGill est qualifié pour le groupe des vainqueurs Le meilleur break est réalisé par Tom Ford avec un break de 139 points.

### Matchs
| - Anthony McGill 3–1 David Gilbert - Mark Williams 3–1 Tom Ford - Joe Perry 3–1 Anthony McGill - Kyren Wilson 3–0 Graeme Dott - David Gilbert 1–3 Mark Williams - Tom Ford 3–2 Kyren Wilson - Anthony McGill 0–3 Mark Williams | - Graeme Dott 3–2 Joe Perry - David Gilbert 3–2 Tom Ford - Kyren Wilson 3–2 Joe Perry - Graeme Dott 3–0 Tom Ford - Mark Williams 3–1 Joe Perry - Anthony McGill 3–1 Graeme Dott - David Gilbert 3–0 Kyren Wilson | - Mark Williams 3–2 Graeme Dott - Tom Ford 2–3 Joe Perry - Anthony McGill 3–1 Kyren Wilson - David Gilbert 0–3 Joe Perry - Mark Williams 3–0 Kyren Wilson - David Gilbert 3–2 Graeme Dott - Anthony McGill 1–3 Tom Ford |

### Tableau
| Pos. | Joueur         | J | G | P | Mp | Mc | D   |                                              |
| ---- | -------------- | - | - | - | -- | -- | --- | -------------------------------------------- |
| 1    | Mark Williams  | 6 | 6 | 0 | 18 | 5  | +13 | Qualification pour les play-offs du groupe 5 |
| 2    | Joe Perry      | 6 | 3 | 3 | 14 | 12 | +2  | Qualification pour les play-offs du groupe 5 |
| 3    | Anthony McGill | 6 | 3 | 3 | 11 | 12 | -1  | Qualification pour les play-offs du groupe 5 |
| 4    | David Gilbert  | 6 | 3 | 3 | 11 | 13 | -2  | Qualification pour les play-offs du groupe 5 |
| 5    | Graeme Dott    | 6 | 2 | 4 | 11 | 13 | -2  | Qualification pour le groupe 6               |
| 6    | Tom Ford       | 6 | 2 | 4 | 11 | 15 | -4  | Élimination de la compétition                |
| 7    | Kyren Wilson   | 6 | 2 | 4 | 9  | 14 | -5  | Élimination de la compétition                |

### Play-Offs
|  | Demi-finales au meilleur des 5 manches | Demi-finales au meilleur des 5 manches |   |  | Finale au meilleur des 5 manches | Finale au meilleur des 5 manches |  |
|  |                                        |                                        |   |  |                                  |                                  |  |
|  | Mark Williams                          | 2                                      |   |  |                                  |                                  |  |
|  | David Gilbert                          | 3                                      |   |  |                                  |                                  |  |
|  |                                        |                                        |   |  | David Gilbert                    | 2                                |  |
|  |                                        | Anthony McGill                         | 3 |  |                                  |                                  |  |
|  | Joe Perry                              | 2                                      |   |  |                                  |                                  |  |
|  | Anthony McGill                         | 3                                      |   |  |                                  |                                  |  |

## Groupe 6
Ces rencontres se sont déroulées du 8 au 9 janvier 2020. Judd Trump est qualifié pour le groupe des vainqueurs et réalise le meilleur break avec 145 points.

### Matchs
| - John Higgins 1–3 Judd Trump - Mark King 1–3 Graeme Dott - Mark Williams 2–3 John Higgins - Joe Perry 1–3 David Gilbert - Judd Trump 3–1 Mark King - Graeme Dott 3–1 Joe Perry - John Higgins 3–2 Mark King | - David Gilbert 3–2 Mark Williams - Judd Trump 3–1 Graeme Dott - Joe Perry 2–3 Mark Williams - David Gilbert 3–2 Graeme Dott - Mark King 0–3 Mark Williams - John Higgins 3–1 David Gilbert - Judd Trump 3–1 Joe Perry | - Mark King 1–3 David Gilbert - Graeme Dott 3–1 Mark Williams - John Higgins 1–3 Joe Perry - Judd Trump 1–3 Mark Williams - Mark King 1–3 Joe Perry - Judd Trump 1–3 David Gilbert - John Higgins 3–1 Graeme Dott |

### Tableau
| Pos. | Joueur        | J | G | P | Mp | Mc | D   |                                              |
| ---- | ------------- | - | - | - | -- | -- | --- | -------------------------------------------- |
| 1    | David Gilbert | 6 | 5 | 1 | 16 | 10 | +6  | Qualification pour les play-offs du groupe 6 |
| 2    | Judd Trump    | 6 | 4 | 2 | 14 | 10 | +4  | Qualification pour les play-offs du groupe 6 |
| 3    | John Higgins  | 6 | 4 | 2 | 14 | 12 | +2  | Qualification pour les play-offs du groupe 6 |
| 4    | Graeme Dott   | 6 | 3 | 3 | 14 | 12 | +2  | Qualification pour les play-offs du groupe 6 |
| 5    | Mark Williams | 6 | 3 | 3 | 14 | 12 | +2  | Qualification pour le groupe 7               |
| 6    | Joe Perry     | 6 | 2 | 4 | 11 | 15 | -4  | Élimination de la compétition                |
| 7    | Mark King     | 6 | 0 | 6 | 6  | 18 | -12 | Élimination de la compétition                |

### Play-Offs
|  | Demi-finales au meilleur des 5 manches | Demi-finales au meilleur des 5 manches |   |  | Finale au meilleur des 5 manches | Finale au meilleur des 5 manches |  |
|  |                                        |                                        |   |  |                                  |                                  |  |
|  | David Gilbert                          | 2                                      |   |  |                                  |                                  |  |
|  | Graeme Dott                            | 3                                      |   |  |                                  |                                  |  |
|  |                                        |                                        |   |  | Graeme Dott                      | 2                                |  |
|  |                                        | Judd Trump                             | 3 |  |                                  |                                  |  |
|  | Judd Trump                             | 3                                      |   |  |                                  |                                  |  |
|  | John Higgins                           | 1                                      |   |  |                                  |                                  |  |

## Groupe 7
Ces rencontres se sont déroulées du 2 au 3 mars 2020. Graeme Dott est qualifié pour le groupe des vainqueurs. Le meilleur break est réalisé par John Higgins avec un break de 130 points.

### Matchs
| - Lyu Haotian 1–3 Robert Milkins - Ricky Walden 0–3 Mark Williams - David Gilbert 3–1 Lyu Haotian - John Higgins 2–3 Graeme Dott - Robert Milkins 1–3 Ricky Walden - Mark Williams 0–3 John Higgins - Lyu Haotian 3–0 Ricky Walden | - Graeme Dott 3–1 David Gilbert - Robert Milkins 1–3 Mark Williams - John Higgins 3–0 David Gilbert - Graeme Dott 1–3 Mark Williams - Ricky Walden 2–3 David Gilbert - Lyu Haotian 0–3 Graeme Dott - Robert Milkins 0–3 John Higgins | - Ricky Walden 3–0 Graeme Dott - Mark Williams 0–3 David Gilbert - Lyu Haotian 1–3 John Higgins - Robert Milkins 2–3 David Gilbert - Ricky Walden 0–3 John Higgins - Robert Milkins 0–3 Graeme Dott - Lyu Haotian 3–2 Mark Williams |

### Tableau
| Pos. | Joueur         | J | G | P | Mp | Mc | D   |                                              |
| ---- | -------------- | - | - | - | -- | -- | --- | -------------------------------------------- |
| 1    | John Higgins   | 6 | 5 | 1 | 17 | 4  | +13 | Qualification pour les play-offs du groupe 7 |
| 2    | Graeme Dott    | 6 | 4 | 2 | 13 | 9  | +4  | Qualification pour les play-offs du groupe 7 |
| 3    | David Gilbert  | 6 | 4 | 2 | 13 | 11 | +2  | Qualification pour les play-offs du groupe 7 |
| 4    | Mark Williams  | 6 | 3 | 3 | 11 | 11 | 0   | Qualification pour les play-offs du groupe 7 |
| 5    | Lyu Haotian    | 6 | 2 | 4 | 9  | 14 | -5  | Élimination de la compétition                |
| 6    | Ricky Walden   | 6 | 2 | 4 | 8  | 13 | -5  | Élimination de la compétition                |
| 7    | Robert Milkins | 6 | 1 | 5 | 7  | 16 | -9  | Élimination de la compétition                |

### Play-offs
|  | Demi-finales au meilleur des 5 manches | Demi-finales au meilleur des 5 manches |   |  | Finale au meilleur des 5 manches | Finale au meilleur des 5 manches |  |
|  |                                        |                                        |   |  |                                  |                                  |  |
|  | John Higgins                           | 1                                      |   |  |                                  |                                  |  |
|  | Mark Williams                          | 3                                      |   |  |                                  |                                  |  |
|  |                                        |                                        |   |  | Mark Williams                    | 1                                |  |
|  |                                        | Graeme Dott                            | 3 |  |                                  |                                  |  |
|  | Graeme Dott                            | 3                                      |   |  |                                  |                                  |  |
|  | David Gilbert                          | 0                                      |   |  |                                  |                                  |  |

## Groupe des vainqueurs
Ces rencontres se sont déroulées du 4 au 5 mars 2020. Scott Donaldson remporte le tournoi. Le meilleur break est réalisé par Judd Trump avec un break de 139 points.

### Matchs
| - Neil Robertson 3–1 Stuart Bingham - Gary Wilson 2–3 Scott Donaldson - Anthony McGill 2–3 Neil Robertson - Judd Trump 3–2 Graeme Dott - Stuart Bingham 3–0 Gary Wilson - Scott Donaldson 1–3 Judd Trump - Neil Robertson 3–1 Gary Wilson | - Graeme Dott 2–3 Anthony McGill - Stuart Bingham 0–3 Scott Donaldson - Judd Trump 3–2 Anthony McGill - Graeme Dott 3–2 Scott Donaldson - Gary Wilson 2–3 Anthony McGill - Neil Robertson 1–3 Graeme Dott - Stuart Bingham 1–3 Judd Trump | - Gary Wilson 0–3 Graeme Dott - Scott Donaldson 0–3 Anthony McGill - Neil Robertson 0–3 Judd Trump - Stuart Bingham 3–1 Anthony McGill - Gary Wilson 1–3 Judd Trump - Stuart Bingham 0–3 Graeme Dott - Neil Robertson 1–3 Scott Donaldson |

### Tableau
| Pos. | Joueur          | J | G | P | Mp | Mc | D   |                                                           |
| ---- | --------------- | - | - | - | -- | -- | --- | --------------------------------------------------------- |
| 1    | Judd Trump      | 6 | 6 | 0 | 18 | 7  | +11 | Qualification pour les play-offs du groupe des vainqueurs |
| 2    | Graeme Dott     | 6 | 4 | 2 | 16 | 9  | +7  | Qualification pour les play-offs du groupe des vainqueurs |
| 3    | Anthony McGill  | 6 | 3 | 3 | 14 | 13 | +1  | Qualification pour les play-offs du groupe des vainqueurs |
| 4    | Scott Donaldson | 6 | 3 | 3 | 12 | 12 | 0   | Qualification pour les play-offs du groupe des vainqueurs |
| 5    | Neil Robertson  | 6 | 3 | 3 | 11 | 13 | -2  | Élimination de la compétition                             |
| 6    | Stuart Bingham  | 6 | 2 | 4 | 8  | 13 | -5  | Élimination de la compétition                             |
| 7    | Gary Wilson     | 6 | 0 | 6 | 6  | 18 | -12 | Élimination de la compétition                             |

### Play-Offs
|  | Demi-finales au meilleur des 5 manches | Demi-finales au meilleur des 5 manches |   |  | Finale au meilleur des 5 manches | Finale au meilleur des 5 manches |  |
|  |                                        |                                        |   |  |                                  |                                  |  |
|  | Judd Trump                             | 1                                      |   |  |                                  |                                  |  |
|  | Scott Donaldson                        | 3                                      |   |  |                                  |                                  |  |
|  |                                        |                                        |   |  | Scott Donaldson                  | 3                                |  |
|  |                                        | Graeme Dott                            | 0 |  |                                  |                                  |  |
|  | Anthony McGill                         | 2                                      |   |  |                                  |                                  |  |
|  | Graeme Dott                            | 3                                      |   |  |                                  |                                  |  |

## Centuries
- 145 (6), 139 (V), 132, 128, 127, 127, 122, 120, 117, 114, 107, 100  Judd Trump
- 140, 132, 126, 118, 106, 105, 103, 100  Graeme Dott
- 143 (4), 125, 121, 110, 109, 107, 106, 105, 105, 101, 100, 100, 100  Kyren Wilson
- 139 (5), 126, 115, 109, 106  Tom Ford
- 138, 117, 105, 103, 101  David Gilbert
- 138, 128, 121, 114, 111  Joe Perry
- 137, 114, 114, 108  Anthony McGill
- 137, 135, 116, 109, 107, 105  Mark Williams
- 134 (2), 133, 131 (1), 130, 117  Mark Selby
- 134 (3), 132, 132, 125, 119, 108, 105, 103, 101, 100  Gary Wilson
- 134, 130, 118, 108, 101  Stuart Bingham
- 134 (3), 127, 113, 109  Xiao Guodong
- 133, 130 (7), 121, 109, 107, 101  John Higgins
- 132  Ben Woollaston
- 129, 116, 102  Barry Hawkins
- 126, 101  Ryan Day
- 125  Lyu Haotian
- 118, 111  Neil Robertson
- 111  Scott Donaldson
- 108, 101  Jack Lisowski
- 107, 101, 101  Jimmy Robertson
- 103  Matthew Selt

Les meilleurs breaks de chaque groupe figurent en gras avec le groupe entre parenthèses.